# Pierre Nkurunziza
Pierre Nkurunziza (Bujumbura, 18 dicembre 1964 – Karuzi, 8 giugno 2020) è stato un politico burundese.
Fu presidente della Repubblica del Burundi per tre mandati consecutivi, dal 2005 fino alla morte, e fu anche il segretario del Consiglio Nazionale per la Difesa della Democrazia - Forze per la Difesa della Democrazia (CNDD-FDD). Il CNDD fu un gruppo ribelle di etnia Hutu in Burundi, che poi si trasformò in un partito politico.

## Biografia
Nkurunziza nacque nel 1964 nella capitale Bujumbura. Il padre, Eustache Ngabisha, fu un politico, eletto in parlamento nel 1965, e divenne successivamente governatore di due province, prima di essere ucciso nel 1972, durante un periodo di violenze etniche che portarono alla morte di più di 100.000 burundesi. Ebbe sei fratelli, due dei quali morirono durante la guerra civile nel 1993 ed altri tre morirono combattendo nel CNDD-FDD. Solo una sorella gli sopravvisse.
Frequentò le scuole elementari nella provincia di Ngozi e le scuole superiori a Gitega, prima di laurearsi all'Università del Burundi nel 1990. All'università studiò educazione e sport.
Professò la religione cristiana. Nkurunziza era insegnante di sport all'Università del Burundi allo scoppio della guerra civile, iniziata a causa dell'assassinio del primo presidente del Burundi di etnia Hutu, Melchior Ndadaye, nel 1993. 
Sposò nel 1994 Denise Bucumi da cui ebbe cinque figli: tre maschi e due femmine. Entrò nel CNDD-FDD nel 1995 come soldato dopo che l'esercito attaccò il campus dell'università. In un'intervista concessa nel 2004 all'agenzia di stampa umanitaria IRIN, così ricordò gli eventi:
Dopo essere avanzato di grado, Nkurunziza fu nominato vicesegretario generale del CNDD-FDD nel 1998. Nel 2001, fu eletto segretario. Ci fu una scissione nel gruppo verso la fine del 2001. Fu rieletto segretario nell'agosto del 2004. Dalla fine del 2003 divenne ministro del Buon Governo nel governo di transizione del presidente Domitien Ndayizeye.
In seguito ad una serie di vittorie elettorali da parte del CNDD-FDD nel giugno e luglio del 2005, fu nominato candidato presidenziale del partito. Fu eletto Presidente senza opposizione da parte dei parlamentari (che facevano da collegio elettorale) il 19 agosto 2005 ed entrò in carica il successivo 26 agosto.
Il 21 luglio 2015, in seguito ad elezioni presidenziali, venne riconfermato per un terzo mandato in un clima di grave tensione sociale. L'opposizione boicottò le elezioni e lo accusò di aver violato la costituzione, che prevedeva un massimo di due mandati. Gli Stati Uniti d'America ed il Belgio, oltre che la stessa Organizzazione delle Nazioni Unite (ONU) giudicarono le elezioni "non credibili" per l'assenza di osservatori internazionali ai seggi.
Nel 2016 promosse l'uscita del proprio Paese della giurisdizione della Corte penale internazionale (CPI) dopo che, nel mese di aprile, l'organo giudiziario aveva aperto un esame preliminare sulle violenze avvenute dal 2015. Il 14 ottobre 2016 il parlamento che lo sosteneva a grande maggioranza adottò il provvedimento di uscita dal CPI.
Il 6 giugno 2020 venne colto da malore durante una partita di calcio a Ngozi: fu trasportato all'Hôpital du Cinquantenaire della città di Karuzi, dove morì due giorni dopo, all'età di 55 anni. Sembra che la vera causa della malattia e del decesso sia stata l'infezione da COVID-19, aggravata da una forma di diabete di cui Nkurunziza soffriva da tempo.